# Radna, Arad
Radna este o localitate componentă a orașului Lipova din județul Arad, Crișana, România.

## Mănăstirea

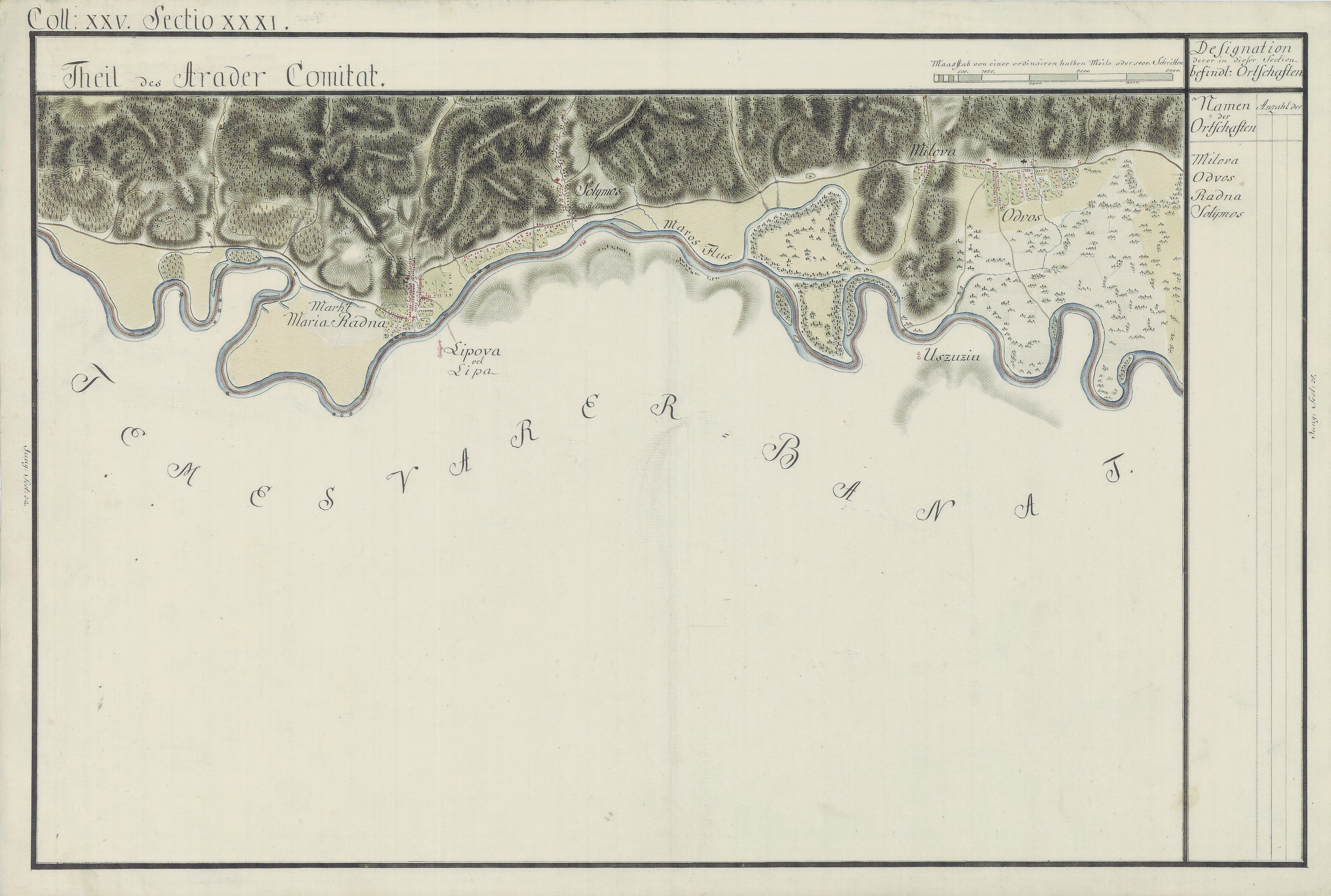
Radna pe Harta Iozefină a Comitatului Arad, 1782-1785

Istoria mănăstirii din Radna se întinde pe o perioadă de aproape 500 de ani. Prima biserică a fost înălțată aici la 1520, într-o perioadă când la sud de Mureș, în Banat, domneau turcii. Aceștia au atacat în repetate rânduri așezarea, iar biserica a trebuit reconstruită de multe ori. În timpul invaziei turcești asupra Lipovei din 1695, biserica de la Radna a fost arsă din temelii, însă icoana Maicii Domnului a rămas intactă. Icoana era de origine italiană. 
După ce turcii au fost alungați din Banat, a fost construită o nouă biserică. Construcția bisericii actuale, în stil baroc, a început în 1752 și s-a terminat în 1782. Clădirile și anexele care țin de mănăstire au fost construite în mai multe etape, în secolele al XVII-lea și al XIII-lea.

## Personalități locale
- Aurel A. Avramescu (1903 - 1985), inginer român, membru titular al Academiei Române.

## Galerie de imagini

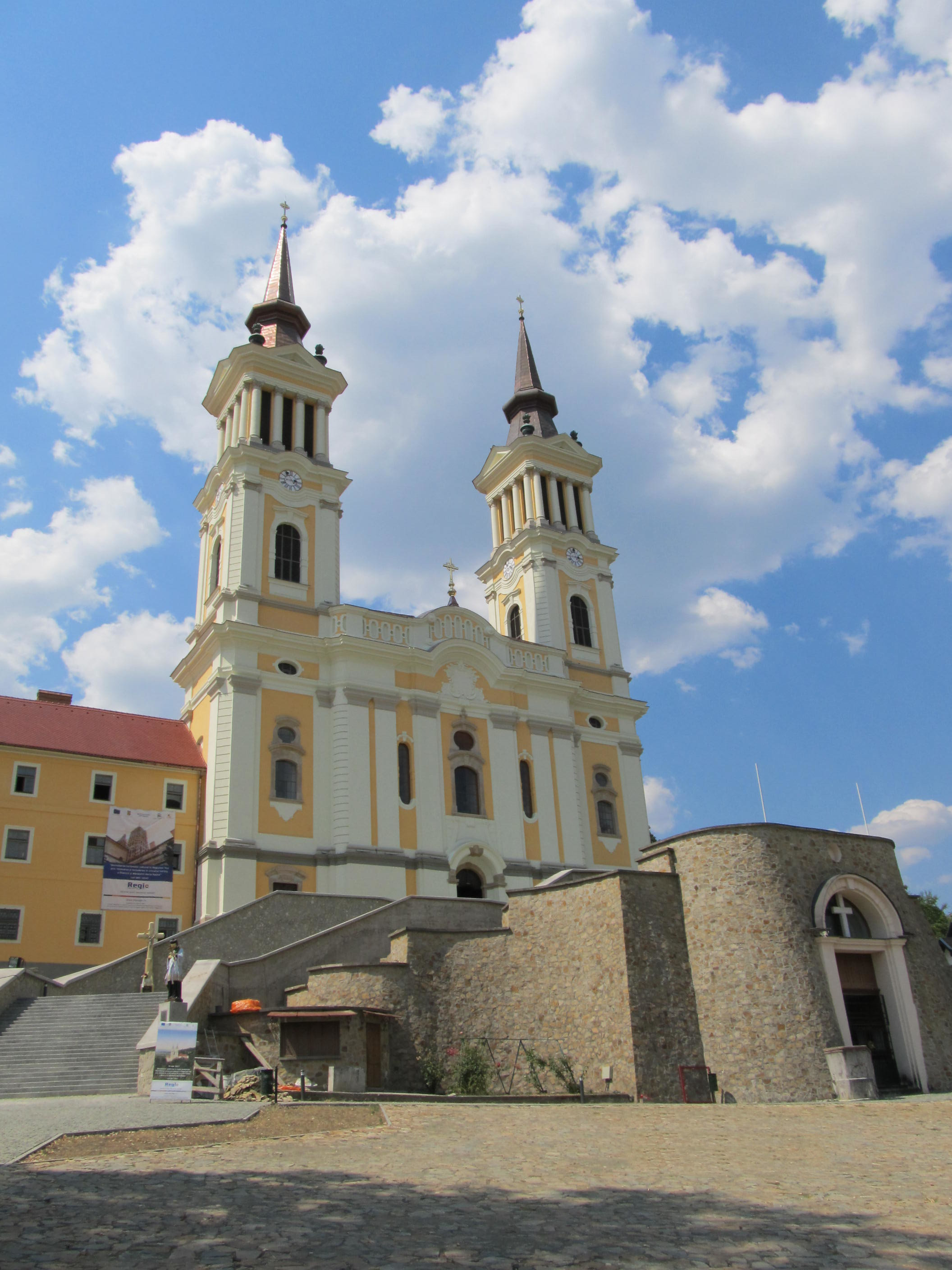
Bazilica Sfanta Maria din Radna (2015)
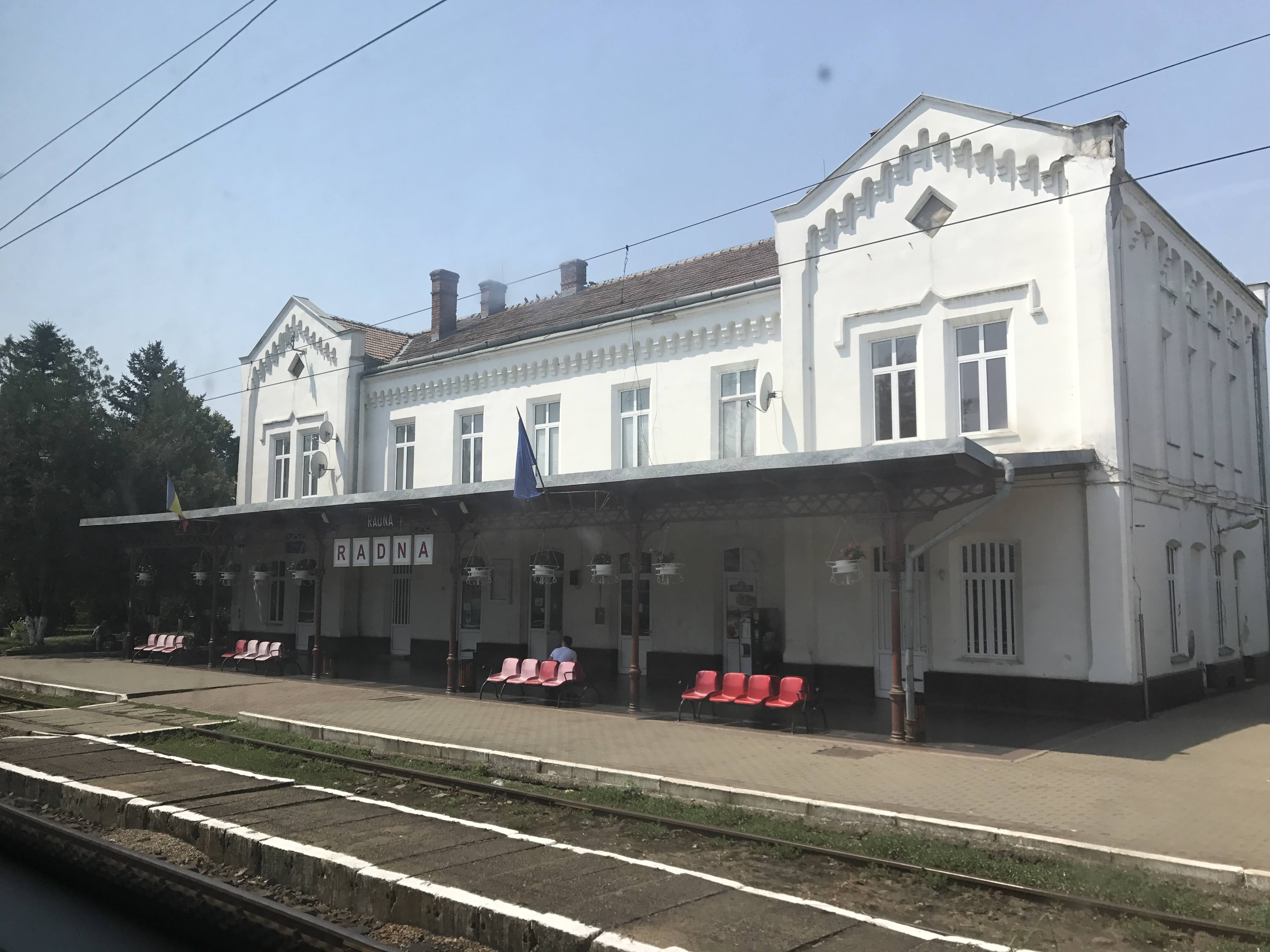
Gara Radna